# Karel Brückner
Karel Brückner (Olomouc, 1939. november 13. –) cseh labdarúgó, edző, a cseh és az osztrák labdarúgó-válogatott egykori szövetségi kapitánya.
Játékos pályafutását a másodosztályú Sigma Olomouc-ban és az élvonalbeli Baník Ostravában töltötte, válogatott mérkőzést sosem vívott. Edzői pályafutását volt csapatában, a Sigmában kezdte 1973-ban. Hosszú edzői pályafutása során több cseh csapatot is edzett (például Zbrojovka Brno, Baník Ostrava és Petra Drnovice). Olomouc-ban ötször volt vezetőedző (1973 és 1977, 1981 és 1982, 1985 és 1987, 1992 és 1994, valamint 1997 és 1998 között). A volt Csehszlovákia területén kívül sem játékosként, sem edzőként nem dolgozott. Kétszer vezetett szlovák alakulatot: a 80-as évek végén Zsolnán edzősködött, ill. 1995–96-ban a pozsonyi Intert vezette.
A csehszlovák labdarúgó-szövetség 1983-ban nevezte ki Brücknert az U21-es válogatott szövetségi edzőjévé, majd 1984-ben távozott onnan. Újabb szövetségi megbízatásra csak 1998-ban került sor, amikor a cseh ifjúsági válogatott edzőjévé nevezték ki. Amikor a cseh labdarúgó-válogatottnak nem sikerült kijutina a 2002-es labdarúgó-világbajnokságra, Brücknert nevezték ki a válogatott új szövetségi kapitányává. Vezetése alatt a válogatott eddig minden világversenyre kijutott. 2008-ban bejelentette, hogy az Európa-bajnokság után visszavonul az cseh válogatottól. 2008 júliusában aláírt az Osztrák Labdarúgó-szövetséghez, 2009 márciusáig volt osztrák szövetségi kapitány.
Beceneve Karl May egyik regényalakja után „Klekipetra”, külső megjelenése (hosszú, galambősz haj) miatt.